# Hans-Adolf Wilckens
Hans-Adolf Wilckens (* 14. November 1902 in Neutestorf in Ostholstein; † 8. Januar 1988 in Wiesbaden) war ein deutscher Oberlandforstmeister.

## Leben
Nach dem Abitur am Gymnasium Lübeck absolvierte Hans-Adolf Wilckens ein Studium der Forstwissenschaften an der Königlich Preußischen Forstakademie Hannoversch Münden sowie an der Justus-Liebig-Universität Gießen und legte 1930 in Darmstadt das Große forstliche Staatsexamen ab.
Nach einer Tätigkeit als Geschäftsführer beim Reichsverband deutscher Waldbesitzerverbände in Berlin und einem kurzen Zusatzstudium am Holztechnikum Einbeck erhielt er beim Reichsnährstand eine Anstellung als Holzwirtschaftsreferent.
Von 1936 an war er bei der Heeresforstverwaltung für Fragen der Waldbewertung und erkrankte 1947 an spinaler Kinderlähmung mit nachfolgender
schwerer Behinderung. Im selben Jahr wurde er stellvertretender Abteilungsleiter Forsten und Referent für Forstpersonal, Forsthaushalt, Betriebswirtschaft und Versuchswesen im  Ministerium für Arbeit, Landwirtschaft und Wirtschaft. Zum 31. Oktober 1966 wurde er dort zum Oberlandforstmeister ernannt.
In seine Amtszeit fallen die Einführung einer neuen betriebswirtschaftlich fundierten Haushaltssystematik, eines Lochkartensystems zur zentralen Erfassung der Einnahmen und Ausgaben von Holz und Geld im hessischen Staatswald sowie die Neuordnung der Aus- und Weiterbildung in allen Forstlaufbahnen.
1967 wurde er in den Ruhestand verabschiedet.

### Ehrungen und Auszeichnungen
- 1966 Bundesverdienstkreuz I. Klasse[2]